# 清平饭店
清平饭店是广州市西关昔日的一间饭店，原总鋪位于荔湾区清平路171号。招牌菜清平鸡有“广州第一鸡”之称。

## 歷史
清平路在1940年代有兩家小飯店，即雄心飯店和圖強飯店，均以經營雞的菜式而小有名氣。
1964年陶铸建议将清平街办成为食街，并固定一间饮食店专营鸡的菜式。雄心、图强两间饭店在9月合并為清平饭店，专营各款鸡肴。
1980年飯店擴建，增加座位近200個。1981年创制出清平鸡，受到市民欢迎，业务量直线上升，店內經常座無虛席。
1987、1990年，先后增设上九路和下九路两间分店。1996年開多12家分店，全盛時期還有十個清平雞銷售點。
但後期盈利轉差，據信是清平飯店寶華路中心店裝修投資幾千萬，但樓上兩層的寫字樓卻難以出租，拖累餐飲經營。而在花都投資上千萬元設立的食品廠，亦只維持了幾個月。各分店之後陸續關閉，到2001年，寶華路中心店關閉，留下門市部。
2001年10月，最後一家上九路店關閉。2002年初，清平饭店全面结业；“清平鸡”商标以15万元的价格过渡至荔湾区属国企广州市荣华饮食服务有限公司。
2021年，广州市荔源国有资产经营管理集团接管清平鸡品牌，并在2023年初重新注册“清平饭店”商标，同时委托经营权予东湖酒楼。2024年2月，清平饭店在中山七路1906科技园重开。主理人谭志豪为原清平饭店大厨王源的直系弟子，其母亲同是王源的亲传弟子，舅公则是原清平饭店经理。

## 出品
飯店先後創制菜式有百花釀蟹鉗、蠔油扒四蔬、香芋扣肉，點心就有奶黃包、乾蒸燒賣、糯米雞、叉燒包、八珍酥皮餐包。
百花釀蟹鉗曾參加1988年廣州美食節評比，被授予“美食品種”榮譽稱號。 
原清平飯店特級點心師黎均詳，還參照姜汁撞奶試製過薑汁奶撻，該品曾于1995年獲廣州美食節新潮美食獎，與1997年中華名小吃美譽。

## 相关餐厅
2003年3月，清平鸡创始人王源的两位嫡传弟子林美甜和江志明，以及几位原清平饭店的分店经理，合资在清平饭店宝华路店原址开设宝华餐厅。餐厅初期仅在首层营业；后生意日渐火爆，扩展营业面积至二楼，并召回多名清平饭店老员工工作。由于当局回收该地段使用权，宝华餐厅于该年12月31日迁往不远处的杉木栏路营业，并更名为友联菜馆。但因“清平鸡”商标被当局拥有，而持有方不愿让予友联菜馆方使用，故只能使用“广州第一鸡”的招牌。
2004年，广州市民冼伟文召集部分前清平飯店的廚師和職員，在寶華路旋源橋開設文記壹心雞餐廳。该店号称按照清平雞的要求和配方，傳承出品，但与友联菜馆一样未能获得“清平鸡”的商标使用权。